# Мельник Микола Андрійович
Мельник Микола Андрійович (10 лютого 1954 р., с. Бражинці, Полонський район, Хмельницька область, Українська РСР, СРСР) — український спортсмен, майстер спорту з важкої атлетики, чемпіон України.

## Біографія
Народився Микола Мельник у селі Бражинці Полонського р-ну Хмельницької обл.
Закінчив зоотехнічний факультет Кам'янець-Подільського сільськогосподарського інституту (1975 р).
Майстер спорту СРСР з важкої атлетики у ваговій категорії 75 кг (1975 р), чемпіон України (1978 р), заслужений тренер України (2001 р), суддя міжнародної категорії (2010 р), степендіат Президента України (2003 р).
Тренерська діяльність:
- Тренер-викладач спортклубу Кам'янець-Подільського сільськогосподарського інституту (1975—1982 рр.).
- Старший тренер обласної ради сільського ФСТ України «Колос» (1982—1999 рр.).
- Тренер школи вищої спортивної майстерності Хмельницької області (1999—2016 рр.).
- Тренер-викладач з 2015 р. Спортклубу «Епіцентр» (Кам'янець-Подільський) і ДЮСШ № 1 (м. Кам'янець-Подільський).
- Тренер збірної команди України (1983—2007 рр.).
- Старший тренер юніорської збірної команди України (2011—2014 рр.).

Найвідоміші вихованці: Денис Готфрід, Ігор Курдибаха, Олександр Хомовський, Анатолій Дуцький, Петро Череда.
Відомі родинні стосунки у спорті (важкій атлетиці):
- брат — Мельник Василь Андрійович, майстер спорту СРСР;
- син — Мельник Андрій Миколайович, майстер спорту України;
- племінниця — Хенцінська (ур. Мельник) Тетяна Василівна, майстер спорту України міжнародного класу;
- племінник — Козачук Олександр Анатолійович, майстер спорту України;
- племінник — Кропивко Анатолій Вікторович, майстер спорту України.

Проживає в Кам'янці-Подільскому. Тренер-викладач з важкої атлетики ДЮСШ № 1